# قرار مجلس الأمن التابع للأمم المتحدة رقم 1519
قرار مجلس الأمن التابع للأمم المتحدة رقم 1519، المتخذ بالإجماع في 16 كانون الأول / ديسمبر 2003. بعد التذكير بالقرارات المتعلقة بالحالة في الصومال، ولا سيما القرارات 733 (1992) و1356 (2001) و1407 (2002) و1425 (2002) و1474 (2003)، طلب المجلس تشكيل فريق رصد للتحقيق في انتهاكات قانون حظر توريد الأسلحة إلى البلاد.

## القرار

### أعمال
وشدد المجلس، بموجب الفصل السابع من ميثاق الأمم المتحدة، على تواطؤ جميع الدول مع القرارين 733 و1356، وأن عدم الامتثال يشكل انتهاكًا لميثاق الأمم المتحدة. وقرر إعادة إنشاء فريق من أربعة خبراء عينهم الأمين العام ومقره في نيروبي لمدة ستة أشهر للتحقيق في انتهاكات حظر توريد الأسلحة برا وجوا وبحرا؛ جمع معلومات تفصيلية تتعلق بالانتهاكات وإنفاذ الحظر؛ إجراء البحوث الميدانية في الصومال ودول أخرى؛ تقييم قدرة الدول في المنطقة على التنفيذ الكامل لحظر توريد الأسلحة، بما في ذلك عن طريق مراجعة الجمارك الوطنية ومراقبة الحدود؛ والتوصية بخطوات لتعزيز إنفاذها. علاوة على ذلك، كان مطلوبًا من اللجنة الوصول إلى الخبرة في مجالات الطيران المدني والنقل البحري والشؤون الإقليمية ومعرفة البلد وتقديم تقرير إلى اللجنة المنشأة بموجب القرار 751 (1992) مع قائمة المخالفين داخل الصومال وخارجه.
طلب القرار التعاون الكامل من الدول المجاورة، والحكومة الوطنية الانتقالية في الصومال، وكيانات أو أفراد آخرين من خلال توفير الوصول دون عوائق إلى المعلومات لفريق الخبراء والدول لتقديم معلومات عن انتهاكات حظر الأسلحة؛ وكان يتعين إبلاغ المجلس بحالات عدم الامتثال. طُلب من الدول المجاورة تقديم تقارير ربع سنوية عن الخطوات المتخذة لتنفيذ الحظر وتم تشجيعها على سن وتنفيذ تشريعات لتفعيل التنفيذ. ودعيت المنظمات الإقليمية والاتحاد الأفريقي وجامعة الدول العربية إلى مساعدة الأطراف الصومالية في تنفيذ الحظر وفريق الرصد.

## روابط خارجية
- نص القرار في undocs.org